# Aneta Sablik
Aneta Sablik (Bielsko-Biała, 12 gennaio 1989) è una cantante polacca divenuta famosa nel 2014 dopo la sua vittoria all'undicesima edizione del talent show tedesco Deutschland sucht den Superstar.

## Biografia
Aneta Sablik è nata a Bielsko-Biała, nella Slesia polacca, e all'età di 19 anni si è trasferita a Cracovia per studiare in una scuola d'arte. Sempre a Cracovia ha successivamente studiato beni culturali e giornalismo. Nel 2012 si è trasferita in Germania per amore, dopo avere incontrato il DJ e produttore musicale tedesco Kevin Zuber, in arte Kevin David, con il quale si è sposata alla fine del 2016, per poi divorziare ad agosto 2017.
Nel 2014 Aneta ha partecipato all'undicesima edizione del talent show Deutschland sucht den Superstar. Dopo aver vinto il televoto in tutte le cinque puntate, è arrivata in finale, dove è stata incoronata vincitrice con il 57,8% dei voti contro Meltem Acikgöz. È la seconda polacca a portare a casa il primo premio dopo Thomas Godoj, il vincitore della quinta edizione nel 2008.
Il suo singolo di debutto, The One, è uscito subito dopo la sua vittoria e ha raggiunto il primo posto in classifica in Germania, Austria e Svizzera. In Germania il brano è stato certificato disco d'oro per aver venduto più di 150 000 copie. A breve è seguito l'album di debutto di Aneta, anch'esso intitolato The One, che è arrivato undicesimo in classifica in Germania, quattordicesimo in Austria e venticinquesimo in Svizzera. Dall'album è stato estratto un secondo singolo, We Could Be Lions, che non è riuscito ad entrare in classifica.
Nel corso del 2016 Aneta ha pubblicato una collaborazione con i Mamy Beat Project, intitolata Mamy Blue, e Perfect Love, prodotto dall'allora marito Kevin David. Nel 2017 ha partecipato a Krajowe Eliminacje, il processo di selezione polacco per l'Eurovision Song Contest 2017, sfidando altri nove partecipanti con il brano dance Ulalala. Aneta si è piazzata penultima, arrivando nona nel voto della giuria e settima nel televoto.

## Discografia
- 2014 - The One